# Pterolophia obducta
Pterolophia obducta là một loài bọ cánh cứng trong họ Cerambycidae.